# Avenida Javier Prado

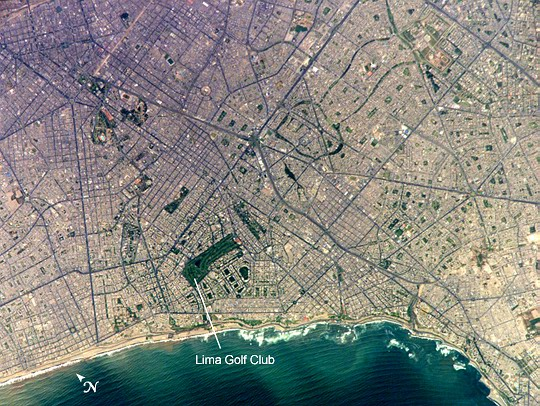
Vista aérea de Lima: La flecha indica el Lima Golf Club, la primera avenida gruesa al norte del club es la avenida Javier Prado, nótese su trazo recto que cruza la ciudad rumbo al oeste.

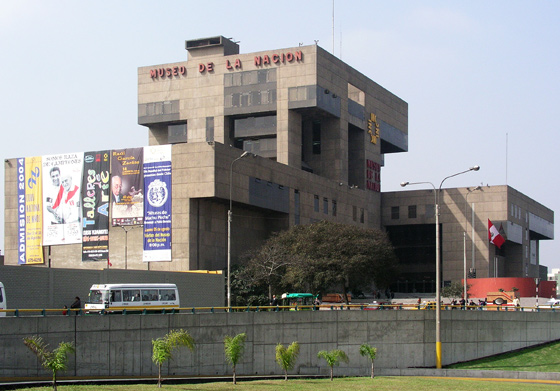
Museo de la Nación.

La avenida Javier Prado es una de las principales avenidas de la ciudad de Lima, capital del Perú. Por su longitud es la segunda más extensa de la capital, después de la avenida Universitaria. Se extiende de noroeste a este, luego de oeste a este, y finalmente, de noreste a norte. Recorre los distritos de Magdalena del Mar, San Isidro, Lince, La Victoria, San Borja, Ate, Santiago de Surco y La Molina, a lo largo de 135 cuadras. Asimismo, es la cuarta vía más congestionada de Lima, contado con 29 rutas de transporte público.
En su recorrido se divide en 2 segmentos: Javier Prado Este, desde la avenida Arequipa hasta su fin en el distrito de Ate (este último tramo se denomina Prolongación Javier Prado), contando un total de 101 cuadras. El otro segmento es Javier Prado Oeste, desde la avenida Arequipa hasta su inicio en la avenida Brasil, en el distrito de Magdalena del Mar, abarcando 34 cuadras (aunque la numeración no es continua y cambia al pasar del distrito de Magdalena del Mar al distrito de San Isidro). Como se desprende de esto, la avenida Arequipa sirve como punto de división de ambos segmentos.
La avenida lleva el nombre del filósofo peruano, Javier Prado y Ugarteche, hermano del Presidente, Manuel Prado Ugarteche, e hijo del Presidente, Mariano Ignacio Prado, quien terminaría manejando los destinos del Perú al inicio de la Guerra del Salitre. Sin embargo, ha sido una gravitante figura política en los inicios del siglo XX, e incluso ha llegado a ser rector de la Universidad Nacional Mayor de San Marcos.

## Recorrido e hitos urbanos

### Distrito de Magdalena del Mar
La avenida nace en la cuadra 33 de la avenida Brasil como Javier Prado Oeste. Durante este recorrido la vía es de tinte eminentemente residencialcontando con altos edificios de departamentos y oficinas, una ancha berma central con jardines y muy poco tránsito sobre todo de transporte público. La numeración que se inicia en la avenida Brasil, continúa durante nueve cuadras hasta la calle De La Roca De Vergallo donde el sentido de la numeración cambia, pasando a ser cuadra 25; puesto que, más adelante, en el distrito de San Isidro, la numeración se inicia en la avenida Arequipa. La avenida finaliza el distrito de Magdalena del Mar, al llegar al cruce con la calle De La Roca De Vergallo, donde se encuentran un supermercado Vivanda y el strip mall Paseo Fibra. Entre las avenidas Brasil y General Felipe Salaverry, antiguamente se llamó avenida Santiago de Chile.

### Distrito de San Isidro
Al pasar el cruce con la calle De La Roca De Vergallo, la vía ingresa al distrito de San Isidro. Hasta la cuadra 21, la avenida Javier Prado mantiene su carácter residencial, y se encuentra con su primera intersección importante: la avenida General Felipe Salaverry.
Pasada la avenida Salaverry la vía cambia su fisonomía ya que si bien mantiene su estilo residencial con edificaciones de vivienda, su tránsito aumenta, ya que empieza a acoger unidades de transporte público. En la cuadra 19, recibe a la avenida Faustino Sánchez Carrión (ex Pershing), la cual trae todo el tráfico proveniente de la avenida De la Marina y el Callao en diagonal. La fisonomía de la avenida empieza a cambiar, acogiendo un tinte más comercial. Acoge a las embajadas de Marruecos, Chile y la residencia del embajador de Venezuela. Este tramo continúa hasta la intersección con la avenida Arequipa donde deja de ser llamarse Javier Prado Oeste y pasa a llamarse Javier Prado Este. El cruce con la avenida Arequipa vendría a ser el primer paso a desnivel que tiene la avenida.
El tramo desde la avenida Arequipa hasta la vía expresa Paseo de la República es uno de los de mayor tráfico en toda la vía ya que recoge todo el movimiento de la zona financiera que se ubica en el distrito de San Isidro.

### Distrito de Lince / Distrito de San Isidro
Desde la cuadra 4 (cruce con la avenida Paseo Parodi) hasta la cuadra 8 (cruce con la avenida Paseo de la República), pegadas a la urbanización San Eugenio (lado izquierdo de la avenida), la avenida entra en una disputa limítrofe. Las cuadras, judicialmente, pertenecen al distrito de Lince, sin embargo son fiscalizadas y supervisadas por el distrito de San Isidro. El cruce con la vía expresa Paseo de la República, vendría a ser el segundo paso a desnivel y el segundo más extenso de todo su recorrido. En este intercambio vial destacan el Hotel Westin Libertador y la estación Javier Prado del servicio BRT Metropolitano.

### Distrito de La Victoria / Distrito de San Isidro
Pocas cuadras después, cortando la avenida Paseo de la República, la avenida se convierte en una vía expresa a desnivel, que va desde la cuadra 10 hasta la cuadra 45 y cuenta con cinco puentes (Cap. FAP José A. Quiñones, la avenida Guardia Civil, la avenida Aviación, la avenida San Luis y la carretera Panamericana Sur).
Pasando el cruce con la vía expresa Paseo de a República, del lado izquierdo, la avenida pasa por el distrito de La Victoria, en la urbanización Santa Catalina. Donde se ubica el edificio Interbank y una tienda Sodimac. A esta parte se le caracteriza por portar varios terminales de buses, que culminan en el cruce con la avenida José Gálvez Barrenechea. Mientras que, del lado derecho, en el distrito de San Isidro, se encuentra el Colegio San Agustín, y más adelante, la Clínica Ricardo Palma. La vía finaliza el distrito de La Victoria en su cruce con la avenida Luis Aldana.

### Distrito de San Borja / Distrito de San Isidro
A partir del cruce con la avenida Luis Aldana, la vía pasa por el distrito de San Borja; mientras que, del lado derecho, al llegar al cruce con la avenida Guardia Civil, la avenida finaliza el distrito de San Isidro, con un local de McDonald's.

### Distrito de San Borja
Al pasar el cruce con la avenida Guardia Civil, la vía se adentra enteramente en el distrito de San Borja, acogiendo al centro comercial La Rambla. Así mismo en la intersección con la avenida Aviación, se ubica la estación La Cultura, perteneciente a la línea 1 del Metro de Lima y Callao. A partir de aquí, la avenida porta varias instituciones, como la Biblioteca Nacional del Perú, el Gran Teatro Nacional, el Museo de la Nación del Perú, la Torre Banco de la Nación (el rascacielos más alto del Perú inaugurado en octubre del 2015) y el Instituto Nacional de Salud del Niño de San Borja. La vía termina el distrito de San Borja en la intersección con la avenida Circunvalación.

### Distrito de Ate / Distrito de San Borja
Al pasar el cruce con la avenida Circunvalación, del lado izquierdo, la avenida pasa por el distrito de Ate, en el asentamiento humano Marginal El Carmen de Monterrico, en Salamanca; mientras que, del lado derecho, la avenida finaliza totalmente el distrito de San Borja, en el cruce con la carretera Panamericana Sur. A este punto, se le conoce como el "Trébol de Javier Prado", donde abunda la presencia de árboles, y puentes peatonales que conectan a la avenida con las vías de Circunvalación y Panamericana Sur.

### Distrito de Santiago de Surco
Al llegar al cruce con la vía de Evitamiento o carretera Panamericana Sur, la vía ingresa al distrito de Santiago de Surco. Donde, del lado izquierdo, se encuentran unos muros de cemento que protegen las urbanizaciones de Los Cedros y Santa Constanza. Mientras que, del lado derecho, se encuentra el centro comercial Jockey Plaza Shopping Center.

### Distrito de La Molina / Distrito de Santiago de Surco
Luego, al llegar al cruce con el jirón La Floresta, del lado izquierdo, la vía pasa por el distrito de La Molina, donde se encuentra el ICPNA de la sede Camacho. Mientras que, del lado derecho, en el distrito de Santiago de Surco, se ubica la Universidad de Lima. Después, la vía cruza las avenidas de Las Palmeras y Golf Los Incas, a través de un viaducto elevado sobre el óvalo Monitor Huáscar. Al pasar este cruce, la vía continúa con su aspecto comercial, donde del lado izquierdo, en el distrito de La Molina, pasa por el centro comercial Plaza Camacho. Mientras que, del lado derecho, en el distrito de Santiago de Surco, se ubica el centro comercial Patio Panorama y el Club Golf Los Incas.

### Distrito de La Molina
Al pasar el cruce con la avenida Circunvalación del Golf Los Incas, la vía se adentra enteramente en el distrito de La Molina. En este tramo, desde la cuadra 52, su berma central se vuelve ancha, y cuenta con un amplio jardín simulando un bosque. Asimismo, al llegar al cruce con la avenida Los Frutales, se encuentran cadenas de comida rápida como KFC, Pizza Hut y Burger King, además de una cafetería Starbucks y un restaurante Señor Limón. Más adelante, se ubica una sede de la academia de idiomas, Alianza Francesa, además de dos sedes del Colegio Trice. En el cruce con la avenida La Molina, se implica la penúltima unión de la vía con otra avenida de tránsito pesado. Al pasar este cruce, la vía recupera su aspecto residencial. Donde ya no predominan edificios, sino pequeñas viviendas, siendo la urbanización Santa Patricia. Este sector de casas pequeñas y pequeño comercio culmina en la cuadra 71, en su cruce con la avenida Huarochirí, también conocido, como el óvalo Huarochirí.

### Distrito de Ate
Pasando el cruce con la avenida Huarochirí, la avenida ingresa enteramente al distrito de Ate. Y del lado derecho, se muestra al Estadio Monumental del Club Universitario de Deportes, en la cuadra 77. Aquí se dan los más grandes eventos masivos de toda la avenida, con asistencia por encima de los 50 mil espectadores, desde partidos de futbol nacional e internacional, hasta grandes conciertos, como presentaciones de Roger Waters, The Rolling Stones, Guns n Roses, Megadeth, Aerosmith, entre otros.  Mientras tanto, del lado izquierdo, se encuentran muros de cemento que cubren la urbanización Mayorazgo. Esto con el fin de proteger a la urbanización de actos vandálicos, ocasionados por las barras bravas de diferentes equipos de futbol. La avenida continua su trayecto atravesando los túneles de Puruchuco en las cuadras 85 y 86.
En la cuadra 86, la avenida toma el nombre de Prolongación Javier Prado. En este tramo, entre las cuadras 86 y 93, la avenida pasa por el centro comercial Real Plaza Puruchuco y la urbanización Los Portales de Javier Prado; mientras que, del lado derecho, pasa por los asentamientos humanos de Micaela Bastidas y Santa María. Siendo así, la primera vez en todo el trayecto, donde se aprecia asentamiento humanos en los cerros. Siguiendo el trayecto, la avenida va asumiendo un tinte residencial mucho más "populoso", que el resto de su recorrido. Al llegar al cruce con la carretera Central, el comercio ambulatorio predomina en la avenida, abundando el desorden y la falta de limpieza. Siendo a su vez, la parte más insegura y menos cuidada de toda la avenida. Adicionalmente, es la unión que tiene la vía con otra de tránsito pesado. La vía desemboca en la urbanización Ceres en la avenida José María Morelos, luego de más de 15 kilómetros de recorrido, tras haber pasado prácticamente por toda la ciudad.

## Historia
- En 1968, el alcalde de Lima, Luis Bedoya Reyes, construyó la primera etapa de la vía expresa Paseo de la República, que terminaba en la avenida Javier Prado Este.
- En 2001, el alcalde de Lima, Alberto Andrade, anunció que se construiría una nueva etapa con una inversión de 57 millones de nuevos soles, que se prolongaría cerca de un año.[5]